# Подъёмное окно

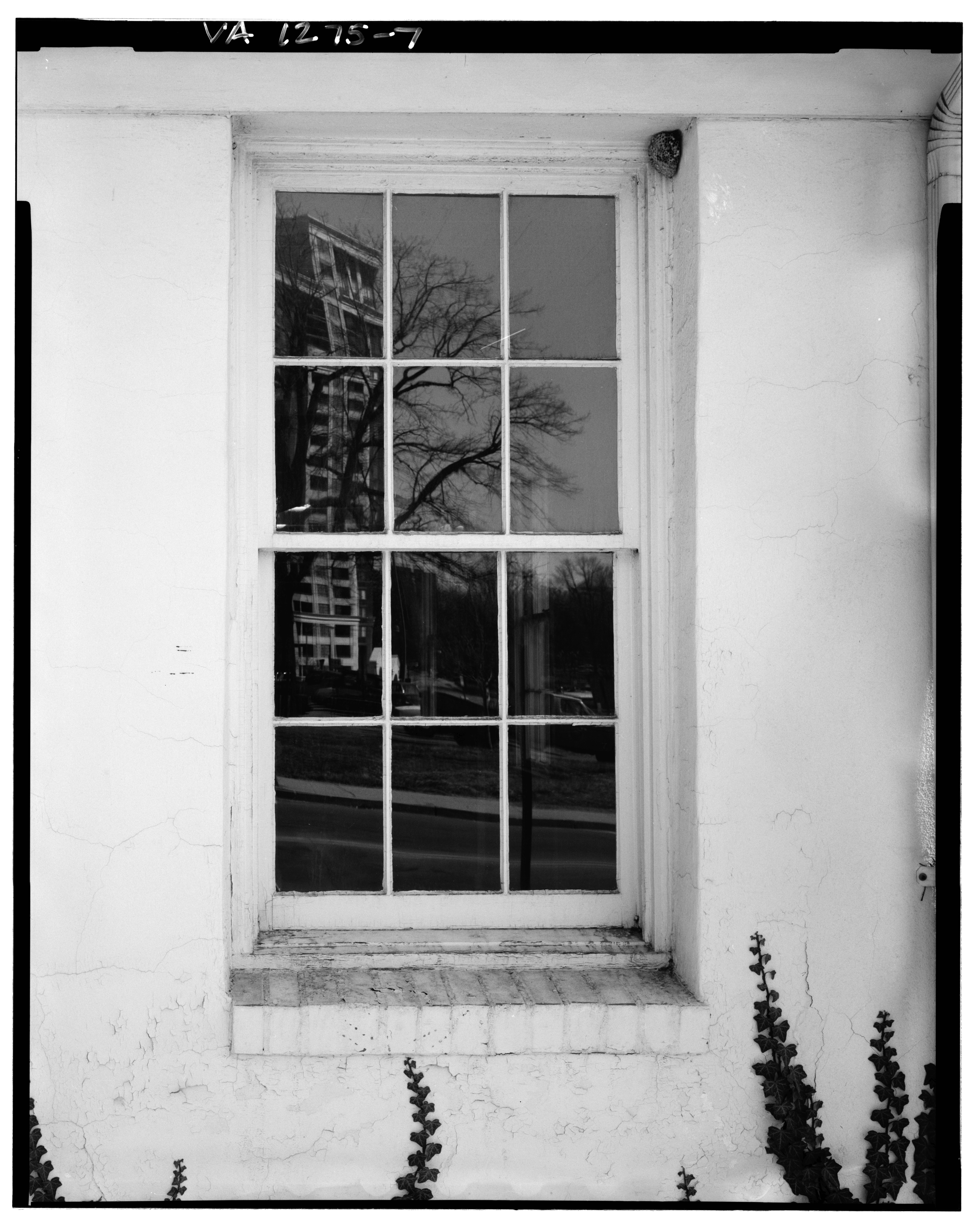
Подъёмное окно

Подъемное окно, или подъемное окно с подвижными переплетами состоит из одной или нескольких подвижных панелей, или створок. Отдельные створки обычно представляют собой окна с остеклением, но теперь они могут содержать отдельный лист (или листы) стекла.

## История
Самые старые сохранившиеся образцы подъемных окон были установлены в Англии в 1670-х годах. Иногда изобретение подъемного окна приписывают Роберту Гуку, но убедительных доказательств нет. Другие считают, что подъемное окно изобрели голландцы.
Подъемные окна часто встречаются в домах в георгианском и викторианском стилях, а классическая конструкция состоит из трех оконных панелей, по две на каждой из двух створок, и получается окно с панелями «шесть на шесть», хотя это ни в коем случае не является фиксированным правилом. В позднюю викторианскую эпоху и эдвардианскую эпоху в Англии было построено много загородных домов с использованием стандартных подъемных окон шириной около 4 футов (1,2 м), но более старые, изготовленные вручную окна могли быть любого размера.

## Механизм и использование

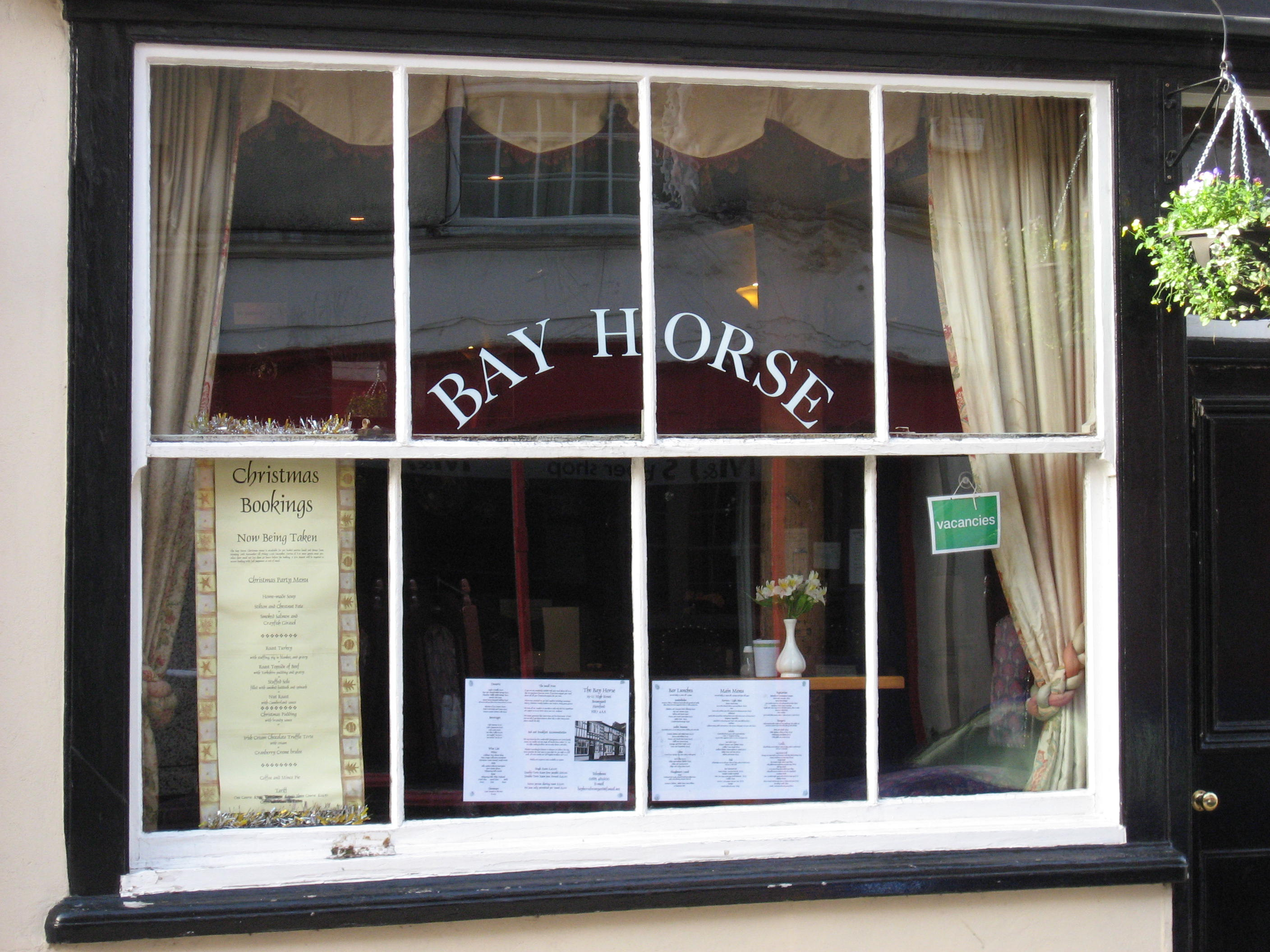
Исключительно широкое подъемное окно (примерно два метра или 6,6 футов шириной) в пабе в Бромьярде, Херефордшир, Англия.

Для облегчения использования, вес остекленной панели обычно уравновешивается тяжелой стальной, свинцовой или чугунной створкой или противовесом, скрытым внутри оконной рамы. Вес створки связан с окном плетеным хлопковым шнуром или цепью, которая проходит через шкив в верхней части рамы, хотя иногда используются пружинные противовесы. Ремонт оборванного шнура требует разборки частей оконной рамы.
Подъемные окна могут иметь петли Simplex, которые позволяют фиксировать окно на петлях с одной стороны, в то время как противовес с другой стороны снимается, позволяя открыть окно для эвакуации или мытья.
Термин «подъемные окна» используется взаимозаменяемо с термином «подъемные окна с подвижными переплетами» и часто используется для описания одного и того же. Исторические подъемные окна с подвижными переплетами тяжелее и выглядят величественнее, чем современные подъемные окна, но можно использовать оба термина в отношении к одному и тому же типу окон.
Термин «hung sash window», который более распространен в Соединенных Штатах, чем в Великобритании, обычно относится к окну с двумя переплетами, которые могут перемещаться вверх и вниз в оконной раме. Эти окна обычно встречаются в старых зданиях в более теплом климате, поскольку они способствуют циркуляции воздуха и их легко мыть. Существенным преимуществом окон с двумя переплетами является то, что они обеспечивают эффективное охлаждение помещений в жаркую погоду. Равное открытие верхней и нижней части подъемного окна позволяет теплому воздуху выходить из верхней части комнаты, таким образом втягивая более холодный воздух снаружи в комнату через нижнее отверстие. Окно с двумя переплетами, у которого верхняя створка меньше (короче) нижней, называется коттеджным окном.
Подъемное окно с одним подвижным переплетом имеет две створки, но верхняя створка обычно фиксирована, и только нижняя створка подвижна. Подъемные окна с тремя и четырьмя подвижными переплетами используются для высоких проемов, обычных для церквей Новой Англии.
Конструкция обычно создается из древесины хвойных пород, и по традиции эти створки имели только одинарное остекление.
Стекло в старых окнах может быть очень ранним листовым или широким стеклом, и даже лунным или цилиндрическим. Старое стекло можно распознать по дефектам («прослойке»), которые приводят к оптическим искажениям. Традиционное цилиндрическое стекло по-прежнему производится, но другие виды старинного стекла больше не изготовляют.
Существуют современные подъемные окна с двойным остеклением. Они могут иметь настоящие горбыльки или имитировать их, накладывая их на поверхность остекления, что создает вид множества маленьких окон, тогда как каждая створка состоит только из одного большого стеклопакета с двойным остеклением.

## Проблемы
Типичные проблемы с деревянными подъемными окнами включают гниение, вздутие или деформацию деревянных конструкций или дребезжание на ветру (из-за усадки древесины). Решить эти проблемы можно путем аккуратного ремонта и устранением сквозняков. Также, малярам часто трудно красить заевшую створку. Раздвижной механизм делает подъемные окна более уязвимыми для этих проблем, чем традиционные створчатые окна. Раздвижные окна требуют относительно сложного ухода, но взамен дают преимущества (стиль, эстетика, соблюдение законов (касающихся старых домов и построек), природные ресурсы и т. д.). Однако, ухоженные подъемные окна должны прослужить несколько поколений без необходимости замены деталей. Также можно помыть все стекла в здании, сдвигая две рамы в разные положения.
С тех пор, как первые оконные рамы из ПВХ были представлены в Германии в 1960-х годах, появились подъемные окна из ПВХ или винила. Они стали доминировать в оконной индустрии: по состоянию на 2017 год более 50 % всех оконных рам в США делались из винила. Виниловые рамы имеют множество преимуществ для производителя и, как правило, являются наиболее дешёвым типом окон для потребителя. Водонепроницаемость ПВХ и простота установки также являются преимуществами. Проблемы включают в себя долговечность. Со временем химические пластификаторы, используемые для придания эластичности виниловым рамам, испаряются, делая материал хрупким и склонным к разрушению. Винил также слабее деревянных и алюминиевых рам и требует дополнительной поддержки в случае больших оконных проемов. Винил также используется в деревянных окнах в качестве внешней отделки, чтобы защитить дерево от непогоды, но позволяет внутренней части окна использовать внешний вид ценной древесины. Также винил имеет широкий диапазон цветов и текстур, хотя белый цвет является наиболее распространенным. Винил в основном предназначен для использования в жилых помещениях и в малоэтажных коммерческих помещениях из-за его горючести и токсичных паров, которые он выделяет при сгорании. В будущем огнестойкие версии окон из ПВХ могут быть использованы в многоэтажном строительстве, но пока воспламеняемость и токсичные пары являются серьёзным препятствием для этого.